# Кляро, Игнатий Викентьевич
Игнатий Викентьевич Кляро (11 января 1897 года, Витебск — 13 июля 1944 года, погиб на 1-м Прибалтийском фронте, похоронен в г. Поставы (Витебская область)) — советский военный деятель, Генерал-майор (1943 год).

## Начальная биография
Игнатий Викентьевич Кляро родился 11 января 1897 года в Витебске.

## Военная служба

### Первая мировая и гражданская войны
В июле 1915 года был призван в ряды Русской императорской армии и направлен в Новоторжский 114-й пехотный полк, после окончания учебной команды при котором в чине унтер-офицера Кляро был назначен на должность командира взвода, после чего принимал участие в боевых действиях на Западном фронте.
В ноябре 1917 года был демобилизован из рядов армии и тогда же со вступлением в Красную гвардию был назначен на должность командира красногвардейского отряда в г. Гельсингфорс (Хельсинки).
В мае 1918 года был призван в ряды РККА и направлен красноармейцем в 1-й Витебский коммунистический полк, после чего принимал участие в боевых действиях на Северном фронте. С мая 1919 года служил в Витебском запасном полку на должностях командира взвода, для поручений при штабе полка, помощника командира и командира стрелковой роты, находясь на которых, принимал участие в боевых действиях против белофиннов, а затем в советско-польской войне.
В сентябре 1920 года был назначен на должность командира роты резервного штаба 1-й Польской Красной армии, затем — на должность помощника полкового адъютанта 503-го стрелкового полка (56-я стрелковая дивизия). В марте 1921 года принимал участие в подавлении Кронштадтского восстания.

### Межвоенное время
Летом 1921 года был направлен на учёбу на Петергофские повторные курсы командиров рот Ленинградского военного округа, после окончания которых в июле того же гола был назначен на должность командира роты в 497-м Бутырском, затем — на эту же должность в 496-м Бауманском стрелковых полках (56-я стрелковая дивизия). В июне 1922 года переведён в 39-й стрелковый полк (5-я стрелковая дивизия), в котором служил на должностях командира взвода, помощника командира и командира роты.
В августе 1923 года был переведён в 6-й Туркестанский стрелковый полк (Туркестанский фронт), где служил на должностях командира роты, начальника полковой школы и командира батальона. В сентябре того же года был направлен на учёбу на повторные курсы среднего начсостава Туркестанского фронта, которые закончил в октябре 1924 года. В составе полка Кляро принимал участие в боевых действиях против басмачества в Средней Азии.
В декабре 1930 года был назначен на должность помощника командира по строевой части 111-го стрелкового полка (37-я стрелковая дивизия, Белорусский военный округ). В июне 1932 года был переведён в Военно-политическую академию РККА, где служил на должностях преподавателя, руководителя общевойсковой подготовки и старшего преподавателя.
В 1934 году закончил вечерний факультет Военной академии имени М. В. Фрунзе.
В марте 1938 года был назначен на должность преподавателя, в июле 1939 года — на должность младшего преподавателя кафедры тактики Военно-транспортной академии имени Л. М. Кагановича, а в январе 1941 года — на должность преподавателя тактики стрелково-тактических курсов «Выстрел».

### Великая Отечественная война
С началом войны находился на прежней должности.
В июле 1941 года был назначен на должность начальника штаба 267-й стрелковой дивизии (Орловский военный округ), в ноябре — на должность начальника штаба 36-го укреплённого района (Можайская линия обороны), а затем исполнял должность начальника штаба 158-й стрелковой дивизии (Калининский фронт). Принимал участие в битве под Москвой.
В июне 1942 года был назначен на должность начальника оперативного отдела штаба 38-й армии, а в ноябре — на должность командира 60-й стрелковой дивизии, которая вскоре отличилась в боевых действиях при освобождении Севска, за что получила почётное наименование «Севская». В августе 1943 года решением Военного совета 65-й армии генерал-майор Кляро был отстранён от должности командира дивизии, после чего назначен на должность заместителя командира 27-го стрелкового корпуса, а затем направлен в распоряжение Главного управления кадров НКО СССР.
В марте 1944 года был назначен на должность заместителя командира 54-го стрелкового корпуса. В период с 27 мая по 19 июня Кляро временно исполнял должность командира корпуса, который принимал участие в боевых действиях в ходе Крымской наступательной операции.
В июле 1944 года был назначен на должность заместителя командира 13-го гвардейского стрелкового корпуса, однако 13 июля генерал-майор Игнатий Викентьевич Кляро погиб, подорвавшись на противотанковой мине. Похоронен в городе Поставы (Витебская область).

## Награды
- Орден Красного Знамени;
- Орден Отечественной войны 1 степени;
- Юбилейная медаль «XX лет Рабоче-Крестьянской Красной Армии».

## Память
- Именем генерал-майора И. В. Кляро названа улица в городе Поставы Витебской области.